# Tartufo

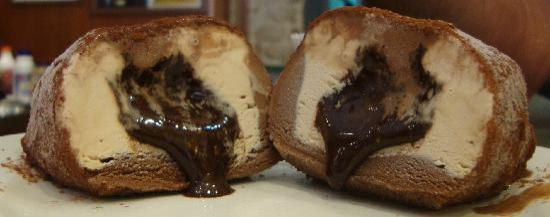
Tartufo di Pizzo với phần sô-cô-la nóng chảy đặt bên trong có thể nhìn thấy khi tách thành hình dạng quả bóng truyền thống

Tartufo (/tɑːrˈtuːfoʊ/, tiếng Ý: [tarˈtuːfo]; nghĩa là "nấm cục") là món tráng miệng của Ý gồm có gelato (một loại kem) bắt nguồn từ Pizzo, Calabria. Món này có dạng quả bóng gồm hai hoặc nhiều hương vị gelato, thường chứa sô-cô-la nóng chảy được chèn ngay giữa (theo công thức ban đầu) hoặc làm theo cách khác với sirô trái cây hay trái cây đông lạnh — thường là quả mâm xôi, dâu tây, hoặc anh đào — ở chính giữa. Thông thường, món này được phủ lớp vỏ làm từ sô-cô-la hoặc ca-cao, nhưng đôi khi cũng sử dụng thêm quế hoặc các loại hạt khác nữa.
Tartufo di Pizzo được bảo hộ chỉ dẫn địa lý ở Ý, vì Pizzo là địa điểm lịch sử hình thành nên "món tráng miệng gồm có sô-cô-la và những viên gelato hạt phỉ phủ đầy sốt sô-cô-la nóng chảy và phủ bột ca-cao".